# Timetable and Train Order
Timetable and Train Order (auf Deutsch: Fahrplan und Zugbefehl) ist die Bezeichnung des traditionellen Zugsicherungssystems bei den nordamerikanischen Eisenbahnen. Es wird heute noch vielfach bei kleineren Bahngesellschaften sowie auf wenig befahrenen Nebenstrecken angewendet.

## Verfahren

### Grundlagen
Wichtigste Grundlage der Zugsicherung ist dabei das Fahren in einem bestimmten Zeitabstand. Dem gesamten Fahrbetrieb liegt dabei ein Fahrplan zugrunde. Daher kommt genau gehenden Uhren sicherheitsrelevante Bedeutung zu. Um den Folgefahrschutz zu gewährleisten, dürfen Züge nur nach einem gewissen Zeitabstand, in der Regel zehn Minuten, folgen. Bei Unterschreitung der fahrplanmäßigen Geschwindigkeit oder Liegenbleiben müssen durch das Personal des vorausfahrenden Zuges entsprechende Sicherungsmaßnahmen ergriffen werden. Das Zugpersonal hat durch entsprechende im Gleis abgelegte Leuchtkugeln oder Knallkapseln und Flaggensignale den nachfolgenden Zug zu warnen. Aus diesem Grund wird am Ende eines Zuges ein als Caboose bezeichneter Zugschlusswagen mitgeführt. Der nachfolgende Zug hat unverzüglich anzuhalten und darf dann die nächste Meile nur auf Sicht fahren, erst danach darf er die zulässige Geschwindigkeit wieder aufnehmen.
Der Gegenfahrschutz wird dadurch realisiert, dass ein Zug an einem vorgeschriebenen Kreuzungspunkt erst alle fahrplanmäßigen Gegenzüge abwarten muss, bevor er selber weiterfährt.

### Vorrangregeln und Fahrrechte
Für den Verspätungsfall wurde ein System von Vorrangregeln („superiority rules“) geschaffen, um die Folgeverspätungen so gering wie möglich zu halten. Aufgrund dieser Regelungen kann das Zugpersonal selbständig vom Fahrplan abweichen und zum Beispiel Zugkreuzungen auf andere Stationen verlegen.
Grundsätzlich gibt es zwei Vorrangstellungen: „class“ (Klasse) und „direction“ (Fahrrichtung). Dabei gehen die Klassen der Fahrtrichtung vor. So hat zum Beispiel ein Zug höherer Klasse gegenüber einen Zug niedriger Klasse Vorrang, egal welche Fahrtrichtung der zweite Zug hat. Bei Zügen gleicher Klasse ist immer die priorisierte Fahrtrichtung entscheidend.
Durch diese Regelungen ist eine fahrdienstliche Steuerung des Betriebes einer Strecke weitgehend unnötig. Der für die jeweilige Strecke zuständige Dispatcher (Fahrdienstleiter) hat jedoch die Möglichkeit, bestimmte Fahrtrechte („rights“) zu vergeben, um den Zugverkehr flüssig zu halten. Die Weitergabe dieser Anordnungen erfolgt mittels schriftlicher Befehle („train orders“). Diese werden an sogenannten Train Order Stations während eines Zughaltes oder bei der Durchfahrt übergeben. Ob ein entsprechender Befehl vorliegt oder nicht, wird mittels eines Signals angezeigt. Durch die Einführung des Zugfunks wurde die Übergabe schriftlicher Befehle inzwischen weitgehend eingestellt, die Befehle werden über Funk übermittelt.
Zusätzliche Züge, die nicht im Fahrplan vorhanden sind, werden gesondert durch weiße Flaggen oder zusätzliche Lampen gekennzeichnet und als „Extra“ bezeichnet. Diese stehen im Rang nach allen fahrplanmäßigen Zügen.
Wenn ein planmäßiger Zug in mehreren Teilen fährt, führen alle Teile bis auf den letzten eine grüne Flagge oder ein grünes Licht an der Zugspitze. Alle Teile gelten zusammen im sicherheitstechnischen Sinne als ein Zug, d. h. die Strecke gilt erst nach Passage des letzten Teils als frei.
An größeren Bahnknoten- und Kreuzungspunkten dienen die aufgestellten Signale nicht der Regelung der Zugreihenfolge. Es wird nur die Fahrfreigabe in einem begrenzten Streckenabschnitt („interlocking limits“) angezeigt.

### Blocksysteme
In Bereichen mit dichterer Zugfolge wurden zur Leistungssteigerung und Erhöhung der Sicherheit zusätzlich Blocksysteme eingerichtet. Blocksystem ist dabei als Oberbegriff des Fahrens im Raumabstand zu verstehen, nicht unbedingt als das technische Sicherungssystem des im deutschsprachigen Raum üblichen Streckenblocks. Ein solches Blocksystem gilt nur auf dem durchgehenden Hauptgleis einer Strecke. Dabei wird nicht, wie in Deutschland üblich, zwischen Streckenabschnitt (Streckenblock) und Bahnhof (Fahrstraße) unterschieden.
Beim manuellen Blocksystem erfolgt die Sicherung durch vorgeschriebene Meldeverfahren, beim selbsttätigen Blocksystem erfolgt die Freigabe oder Sperrung entsprechender Blöcke durch technische Einrichtungen, die das Freisein der Blockabschnitte mit Gleisstromkreisen überprüfen. In den meisten Fällen gelten die Regeln des „Timetable and Train Order“ weiterhin, das Blocksystem wird hier nur als zusätzliches Sicherungssystem betrachtet.

## Notwendigkeit moderner Verfahren
Um den Anforderungen der Bahnkunden gerecht zu werden, begann man ab der zweiten Hälfte des 20. Jahrhunderts, immer mehr Sonderzüge einzusetzen und fahrplanmäßige Züge zu reduzieren. Dies führte zu einem Ungleichgewicht zugunsten der Sonderzüge. Damit gingen jedoch die Vorteile des althergebrachten „Timetable & Train Order“-Systems weitgehend verloren. Ab Mitte der 1980er Jahre ging man deshalb zu einem dem deutschen Zugleitbetrieb vergleichbaren Verfahren über. Durch zentrale Dispatcher erhält das Zugpersonal die notwendige Fahrerlaubnis. Dabei erfolgt die Sicherung auch durch rechnergestützte Verfahren. Mit Einführung dieser Verfahren wurden auch die Zugschlusswagen obsolet, da die Zugschlusskontrolle durch elektronische Detektoren („End-Of-Train-Device“) gesichert wird und die Überwachung des Fahrbetriebes nunmehr über den Dispatcher erfolgt.